# Chuyển hóa gây ra bởi con người

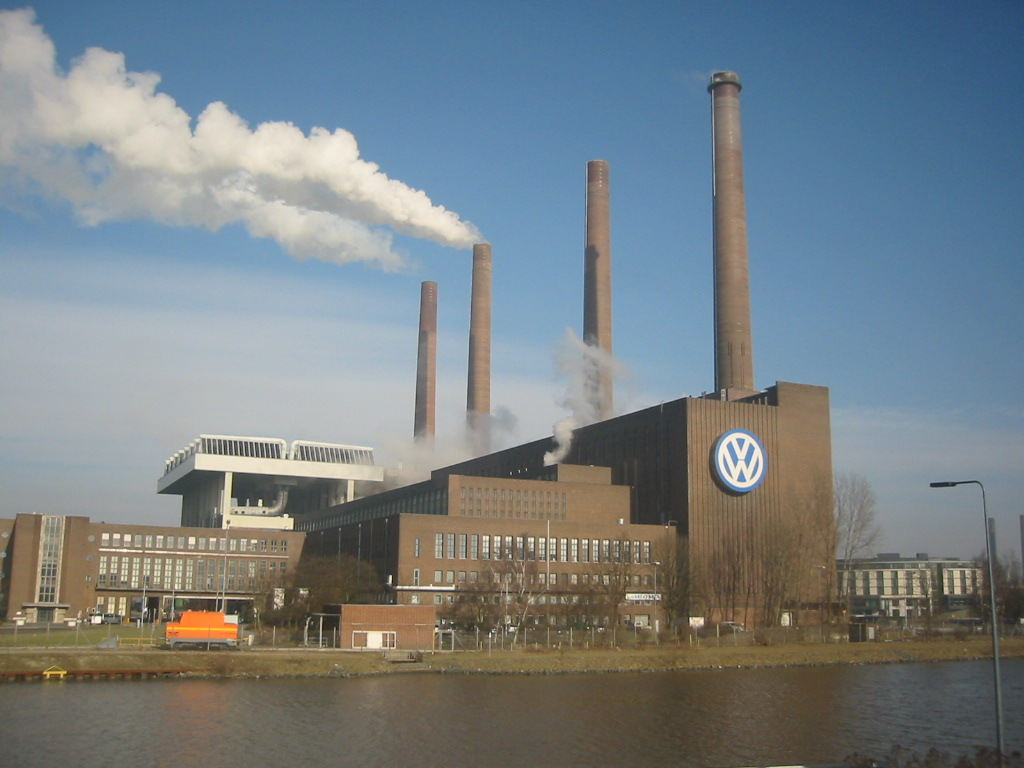
Hoạt động công nghiệp của con người gây nhiều ảnh hưởng đến môi trường.

Chuyển hóa gây ra bởi con người, hay còn được gọi là "chuyển hóa trong môi trường có con người sống", là một thuật ngữ được sử dụng trong các ngành như sinh thái học công nghiệp, phân tích dòng vật chất và quản lý chất thải để mô tả sự luân chuyển của dòng vật chất và năng lượng trong xã hội loài người. Thuật ngữ này nổi lên nhờ việc áp dụng các nghiên cứu liên ngành cho các hoạt động công nghiệp và nhân tạo khác và đây là một khái niệm trung tâm trong phát triển bền vững. Trong các xã hội hiện đại, phần lớn các dòng vật chất nhân tạo có liên quan đến một trong các hoạt động sau: vệ sinh, giao thông, cư trú và giao tiếp, và "ít ý nghĩa chuyển hóa trong thời tiền sử". Lượng thép nhân tạo trên toàn cầu trong các công trình, cơ sở hạ tầng và các phương tiện, ví dụ, khoảng 25 Gigaton (tức là hơn ba tấn/người), một con số chỉ sau các vật liệu xây dựng khác như bê tông. Phát triển bền vững gắn liền với thiết kế của một hệ thống trao đổi chất nhân tạo bền vững, sẽ dẫn đến những thay đổi đáng kể về năng lượng và dòng vật chất của các hoạt động khác nhau của con người. Chuyển hóa gây ra bởi con người có thể được coi là đồng nghĩa với chuyển hóa kinh tế xã hội. Thuật ngữ này chứa trong mình cả chuyển hóa công nghiệp và chuyển hóa đô thị.

## Tác động tiêu cực
Theo cách hiểu phổ biến của quần chúng, chuyển hóa gây ra bởi con người được hiểu tác động của con người lên thế giới bởi thế giới công nghiệp hiện đại. Phần lớn các tác động này bao gồm quản lý chất thải, dấu chân sinh thái, dấu chân nước và phân tích dòng chả (tức là tốc độ chúng ta tiêu hao năng lượng xung quanh). Hầu hết các tác động của con người xảy ra ở các nước phát triển. Theo Rosales, “Tăng trưởng kinh tế hiện nay là nguyên nhân chính làm tăng biến đổi khí hậu, và biến đổi khí hậu là nguyên nhân chính cho mất đa dạng sinh học, vì điều này, tăng trưởng kinh tế là một chất xúc tác chính gây mất đa dạng sinh học.” 